# Platygaster baccharidis
Platygaster baccharidis är en stekelart som beskrevs av Jean-Jacques Kieffer och Jörgensen 1910. Platygaster baccharidis ingår i släktet Platygaster och familjen gallmyggesteklar. Inga underarter finns listade i Catalogue of Life.